# Eschweilera
Eschweilera är ett släkte av tvåhjärtbladiga växter. Eschweilera ingår i familjen Lecythidaceae.

## Bildgalleri

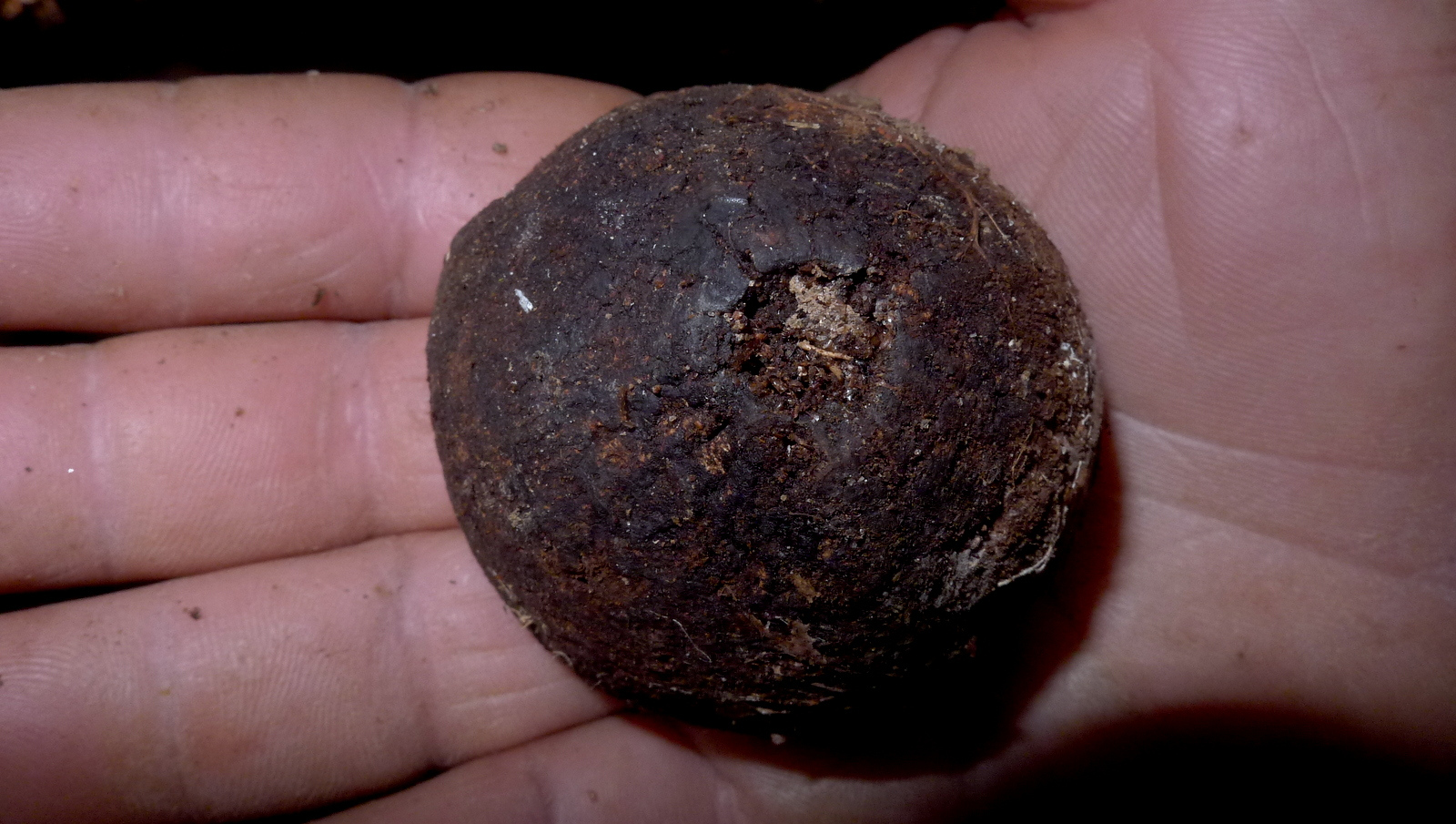
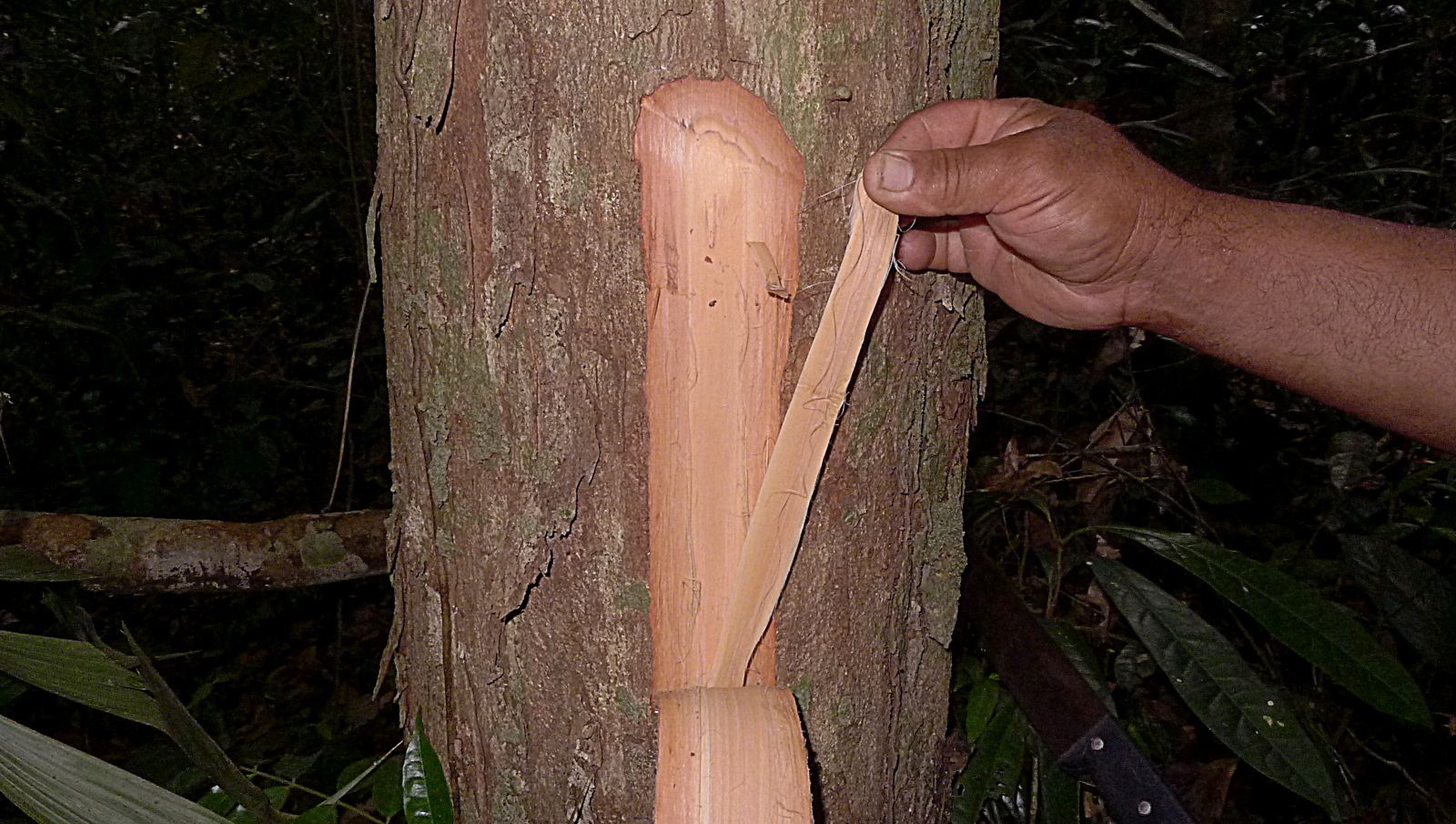
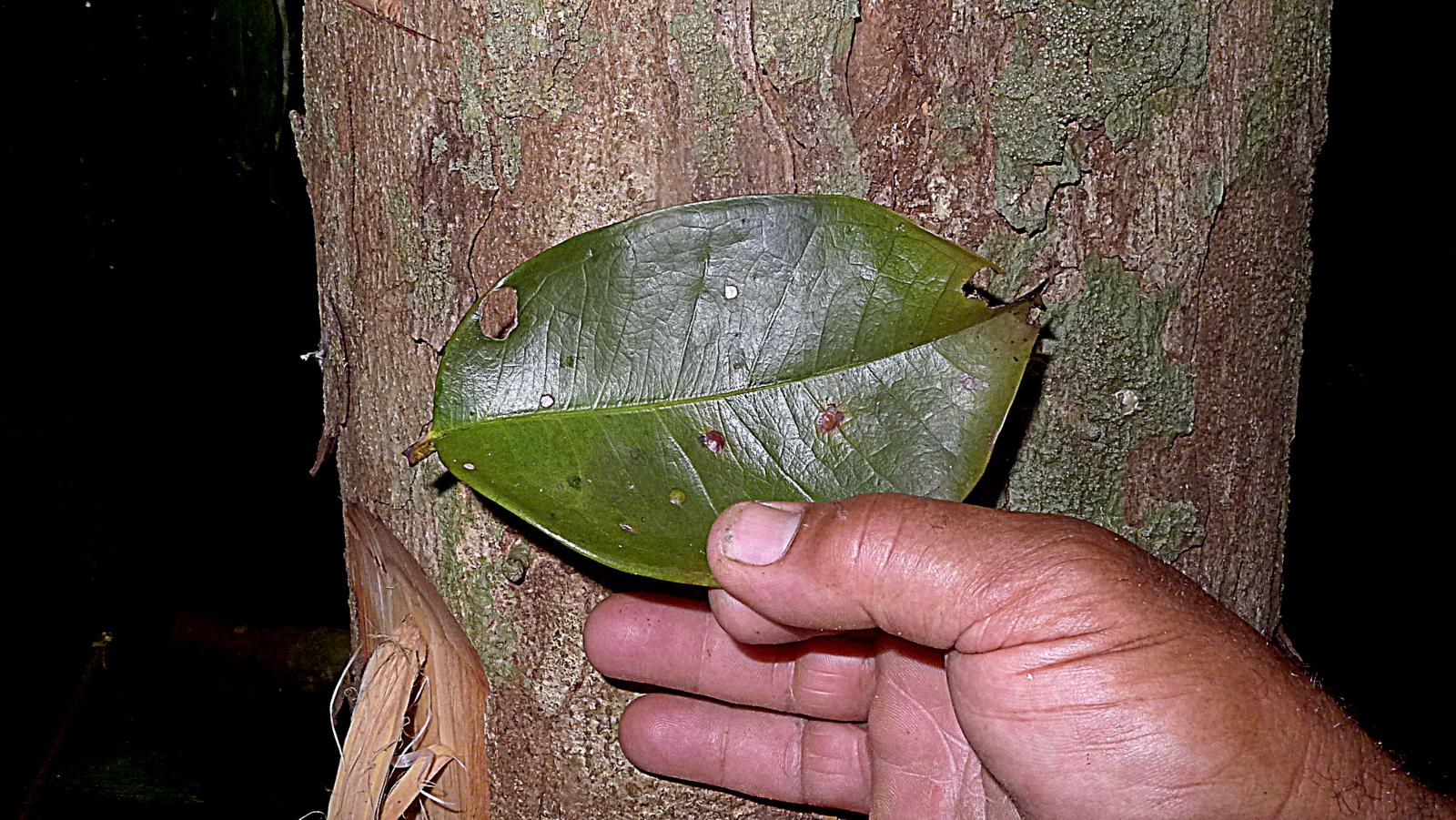
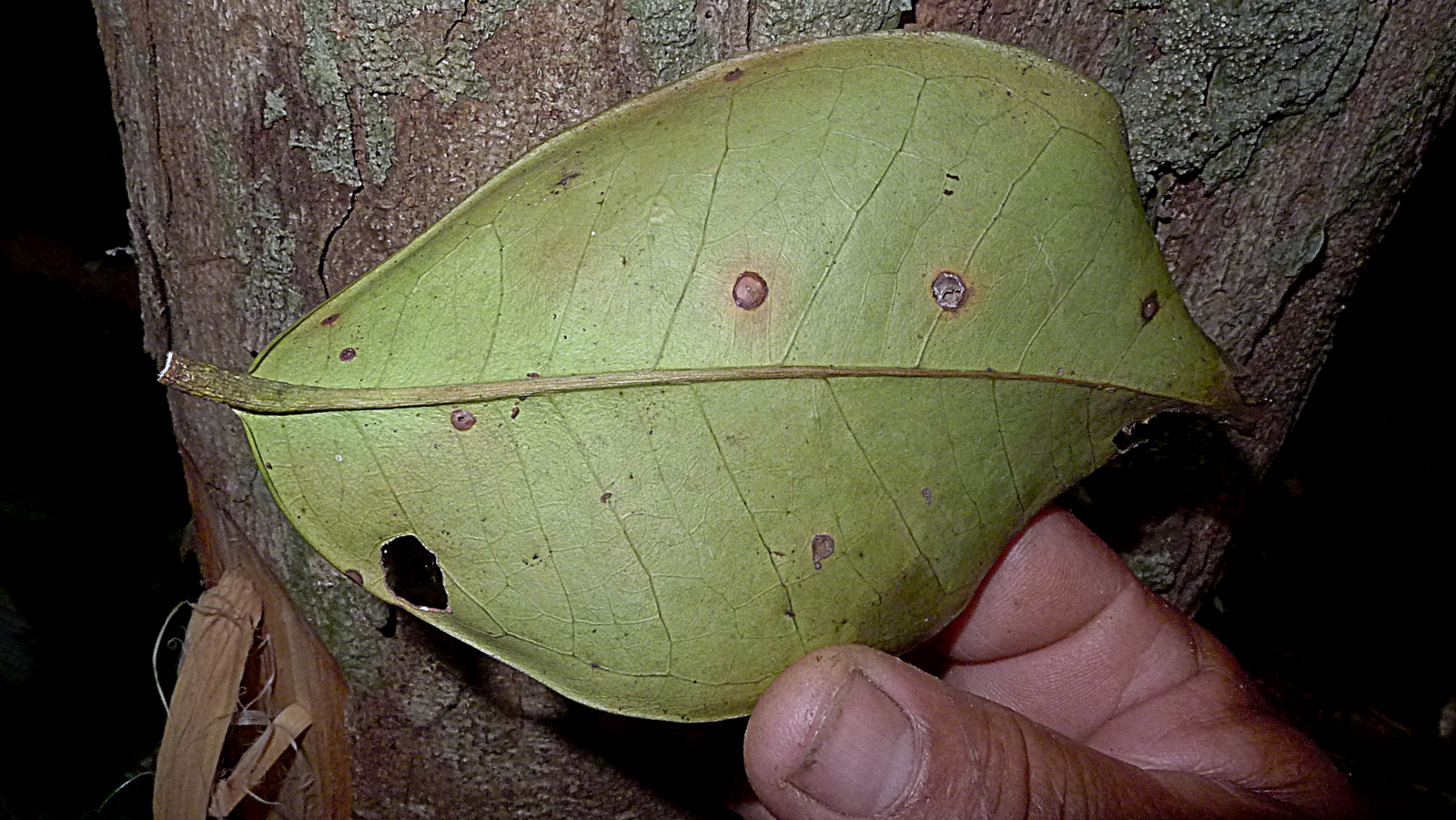
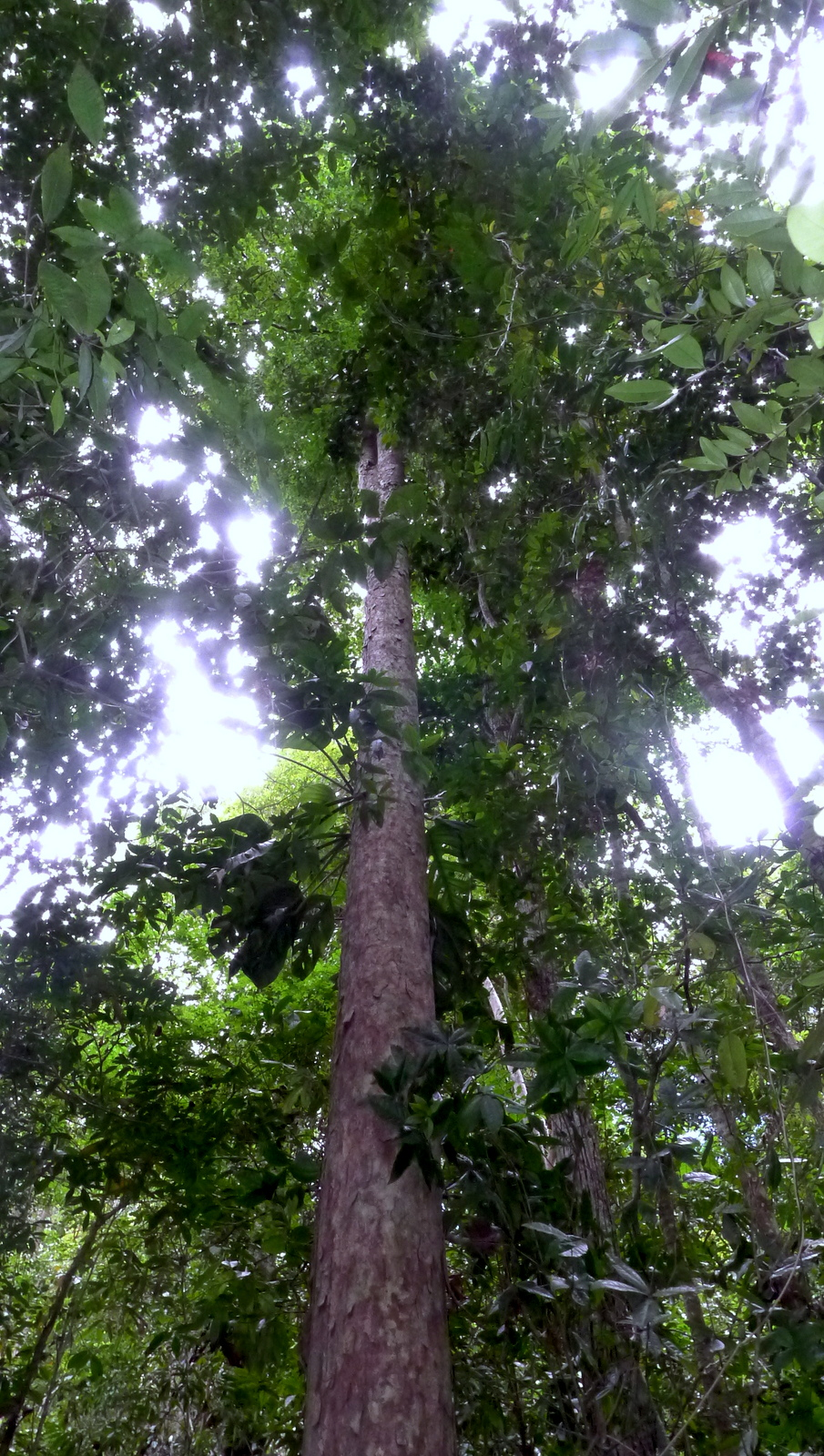
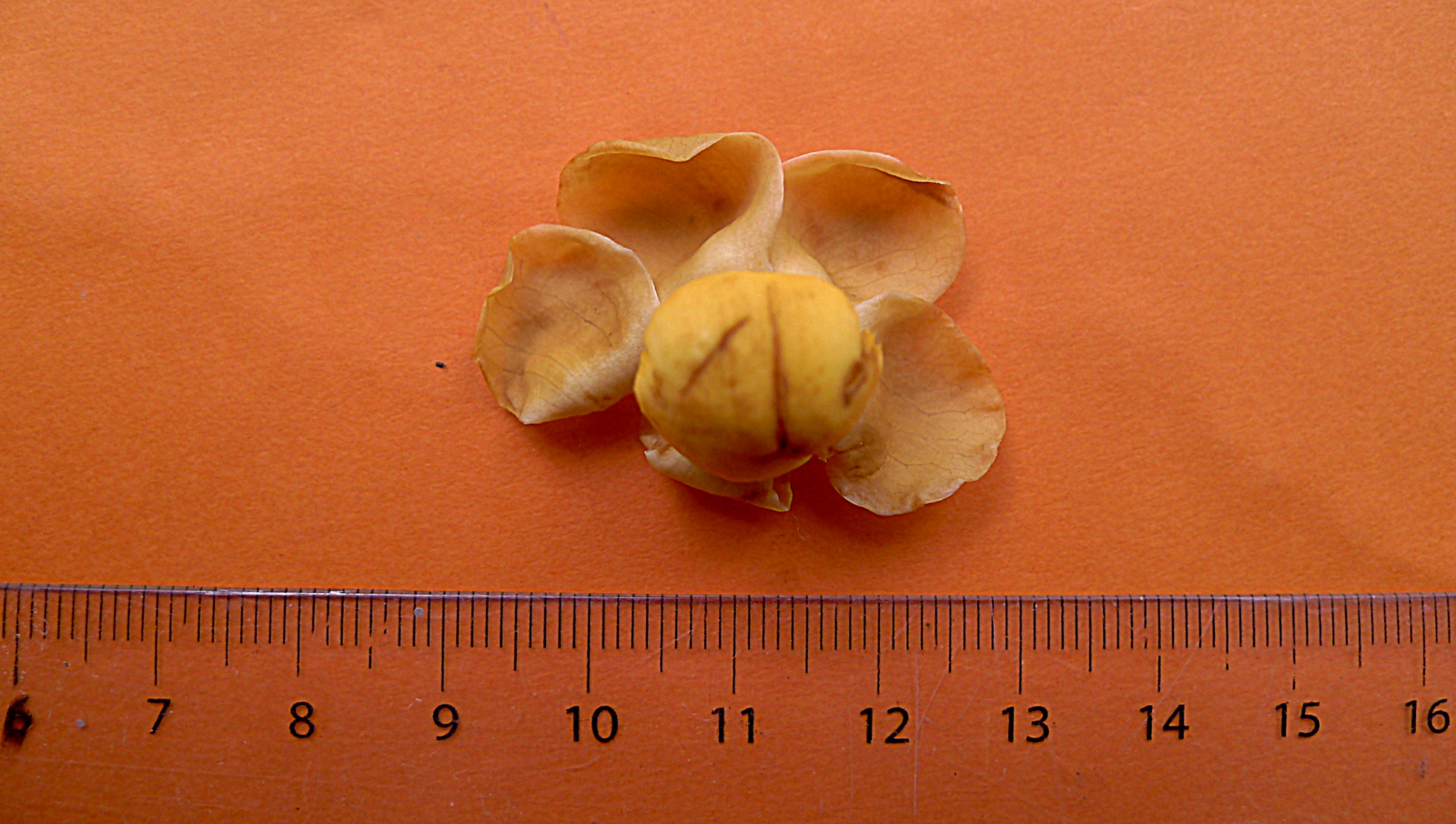

## Dottertaxa tillEschweilera, i alfabetisk ordning[1]
- Eschweilera alata
- Eschweilera albiflora
- Eschweilera alvimii
- Eschweilera amazonica
- Eschweilera amazoniciformis
- Eschweilera amplexifolia
- Eschweilera andina
- Eschweilera antioquensis
- Eschweilera apiculata
- Eschweilera atropetiolata
- Eschweilera baguensis
- Eschweilera beebei
- Eschweilera bogotensis
- Eschweilera boltenii
- Eschweilera bracteosa
- Eschweilera cabrerana
- Eschweilera calyculata
- Eschweilera carinata
- Eschweilera caudiculata
- Eschweilera chartaceifolia
- Eschweilera collina
- Eschweilera complanata
- Eschweilera compressa
- Eschweilera congestiflora
- Eschweilera coriacea
- Eschweilera costaricensis
- Eschweilera cyathiformis
- Eschweilera decolorans
- Eschweilera eperuetorum
- Eschweilera fanshawei
- Eschweilera gigantea
- Eschweilera grandiflora
- Eschweilera hondurensis
- Eschweilera integricalyx
- Eschweilera integrifolia
- Eschweilera itayensis
- Eschweilera jacquelyniae
- Eschweilera juruensis
- Eschweilera klugii
- Eschweilera laevicarpa
- Eschweilera longipedicellata
- Eschweilera longirachis
- Eschweilera macrocarpa
- Eschweilera mattos-silvae
- Eschweilera mexicana
- Eschweilera micrantha
- Eschweilera microcalyx
- Eschweilera nana
- Eschweilera neblinensis
- Eschweilera neei
- Eschweilera obversa
- Eschweilera ovalifolia
- Eschweilera ovata
- Eschweilera pachyderma
- Eschweilera panamensis
- Eschweilera paniculata
- Eschweilera parviflora
- Eschweilera parvifolia
- Eschweilera pedicellata
- Eschweilera perumbonata
- Eschweilera piresii
- Eschweilera pittieri
- Eschweilera potaroensis
- Eschweilera praealta
- Eschweilera pseudodecolorans
- Eschweilera punctata
- Eschweilera rabeliana
- Eschweilera rankiniae
- Eschweilera revoluta
- Eschweilera rhododendrifolia
- Eschweilera rhodogonoclada
- Eschweilera rimbachii
- Eschweilera rionegrense
- Eschweilera rodriguesiana
- Eschweilera roraimensis
- Eschweilera rufifolia
- Eschweilera sagotiana
- Eschweilera sclerophylla
- Eschweilera sessilis
- Eschweilera simiorum
- Eschweilera squamata
- Eschweilera subcordata
- Eschweilera subglandulosa
- Eschweilera tenax
- Eschweilera tenuifolia
- Eschweilera tessmannii
- Eschweilera tetrapetala
- Eschweilera truncata
- Eschweilera wachenheimii
- Eschweilera venezuelica